# Gran Premio de España de Motociclismo de 1968
El Gran Premio de España de Motociclismo de 1968 fue la segunda prueba de la temporada 1968 del Campeonato Mundial de Motociclismo. El Gran Premio se disputó el 5 de mayo de 1968 en el Circuito de Montjuïch en Barcelona.

## Resultados 500cc
En 500cc, Giacomo Agostini también ganó en España y tan solo Jack Findlay no fue doblado. John Dodds se convirtió en tercero con su Norton. Agostini tuvo un mal comienzo: después de la primera vuelta, era quinto. Sin embargo, impuso su ley aventajando a los demás competidores directos a un minuto por vuelta.
| Pos.    | Piloto            | Equipo         | Tiempo        | Pts. |
| ------- | ----------------- | -------------- | ------------- | ---- |
| 1       | Giacomo Agostini  | MV Agusta      | 1h 16' 16" 61 | 8    |
| 2       | Jack Findlay      | Matchless      | +1' 01" 35    | 6    |
| 3       | John Dodds        | Norton         | +1 Vuelta     | 4    |
| 4       | Angelo Bergamonti | Hannah Paton   | +1 Vuelta     | 3    |
| 5       | Gyula Marsovszky  | Matchless      | +1 Vuelta     | 2    |
| 6       | Rex Butcher       | Norton         | +1 Vuelta     | 1    |
| 7       | Walter Scheimann  | Norton         |               |      |
| 8       | Gordon Keith      | Monard-Triumph |               |      |
| 9       | Paul Eickelberg   | Norton         |               |      |
| Ret     | Silvio Grassetti  | Bianchi        | Ret           |      |
| Ret     | Derek Lee         | Matchless      | Ret           |      |
| Ret     | Ginger Molloy     | Bultaco        | Ret           |      |
| Ret     | Bruno Spaggiari   | Ducati         | Ret           |      |
| Ret     | Salvador Cañellas | Bultaco        | Ret           |      |
| Fuente: |                   |                |               |      |

## Resultados 250cc
En el cuarto de litro, Bill Ivy y Phil Read libraron una dura batalla tal como pasó en 125cc, aunuque tan solo Ivy abandonó en esta ocasión. Sin embargo, un piloto español llevaba mucho tiempo en segundo lugar: Santiago Herrero con una OSSA. Heinz Rosner (MZ) quedó en segundo lugar y Ginger Molloy (Bultaco) quedó en tercer lugar.
| Pos. | Piloto            | Equipo         | Tiempo        | Pts. |
| ---- | ----------------- | -------------- | ------------- | ---- |
| 1    | Phil Read         | Yamaha         | 1h 03' 28" 33 | 8    |
| 2    | Heinz Rosner      | MZ             | +1' 29" 06    | 6    |
| 3    | Ginger Molloy     | Bultaco        | +1 volta      | 4    |
| 4    | Carles Giró       | OSSA           | +1 volta      | 3    |
| 5    | Carlos Rocamora   | Bultaco        |               | 2    |
| 6    | Paul Eickelberg   | Aermacchi      |               | 1    |
| 7    | Robert Blanch     | Montesa        |               |      |
| 8    | Barry Smith       | Derbi          |               |      |
| 9    | Pedro Álvarez     | Bultaco        |               |      |
| 10   | Angelo Bergamonti | Aermacchi      |               |      |
| 11   | Brian Smith       | Aermacchi      |               |      |
| 12   | Tommy Robb        | Bultaco        |               |      |
| Ret  | Bill Ivy          | Yamaha         | Ret           |      |
| Ret  | Salvador Cañellas | Bultaco        | Ret           |      |
| Ret  | Santiago Herrero  | OSSA           | Ret           |      |
| Ret  | Kent Andersson    | Yamaha         | Ret           |      |
| Ret  | Bruno Spaggiari   | Ducati         | Ret           |      |
| Ret  | Ricardo Fargas    | Ducati         | Ret           |      |
| Ret  | Gordon Keith      | Sheene-Bultaco | Ret           |      |
| Ret  | Gyula Marsovszky  | Bultaco        | Ret           |      |
| Ret  | Herbert Denzler   | Aermacchi      | Ret           |      |
| Ret  | Jan Huberts       | Kawasaki       | Ret           |      |
| Ret  | Santiago Trias    | Montesa        | Ret           |      |
| Ret  | Juan García Abras | Bultaco        | Ret           |      |

## Resultados 125cc
En 125cc, Bill Ivy y Phil Read lucharon tenazmente por la victoria aunque ambos tuvieron que retirarse curiosamente por la misma causaː la rotura del cigüeñal. Como consecuencia, la victoria fue para el español Salvador Cañellas con una Bultaco. Ginger Molloy quedó en segundo lugar también con una Bultaco y Heinz Rosner quedó en tercer lugar con la MZ RE 125.

| Pos. | Piloto              | Moto    | Tiempo     | Pts. |
| ---- | ------------------- | ------- | ---------- | ---- |
| 1    | Salvador Cañellas   | Bultaco | 55' 03" 94 | 8    |
| 2    | Ginger Molloy       | Bultaco | +29" 19    | 6    |
| 3    | Heinz Rosner        | MZ      | +1' 47" 02 | 4    |
| 4    | Walter Scheimann    | Honda   | +1' 49" 87 | 3    |
| 5    | Tommy Robb          | Bultaco |            | 2    |
| 6    | Pedro Álvarez       | Bultaco |            | 1    |
| 7    | Juan Bordons        | Bultaco |            |      |
| 8    | Brian Smith         | Honda   |            |      |
| Ret  | Bill Ivy            | Yamaha  | Ret        |      |
| Ret  | Kent Andersson      | Yamaha  | Ret        |      |
| Ret  | Jan Huberts         | MZ      | Ret        |      |
| Ret  | Gordon Keith        | Bultaco | Ret        |      |
| Ret  | Ángel Nieto         | Derbi   | Ret        |      |
| Ret  | Phil Read           | Yamaha  | Ret        |      |
| Ret  | Barry Smith         | Derbi   | Ret        |      |
| Ret  | Derek Lee           | Bultaco | Ret        |      |
| Ret  | Manuel Varea        | Bultaco | Ret        |      |
| Ret  | Jean-Louis Pasquier | Bultaco | Ret        |      |

## Resultados 50cc
En la categoría menor cilindrada, Ángel Nieto con Derbi comenzó mal, pero logró abrirse camino para terminar solo a cuatro décimas de Hans Georg Anscheidt. Nieto incluso fue en cabeza durante algunas vueltas. Barry Smith, también con Derbi, terminó tercero después de estar a la cabeza durante cinco vueltas.
| Pos. | Piloto               | Moto     | Tiempo     | Pts. |
| ---- | -------------------- | -------- | ---------- | ---- |
| 1    | Hans-Georg Anscheidt | Suzuki   | 33' 29" 94 | 8    |
| 2    | Ángel Nieto          | Derbi    | +0" 43     | 6    |
| 3    | Barry Smith          | Derbi    | +23" 63    | 4    |
| 4    | Paul Lodewijkx       | Jamathi  | +44" 94    | 3    |
| 5    | Carlos Giró Vila     | Derbi    | +1' 49" 85 | 2    |
| 6    | Francisco Cufi       | Derbi    |            | 1    |
| 7    | Benjamín Grau        | Derbi    |            |      |
| 8    | Juan Parés           | Derbi    |            |      |
| 9    | Herbert Denzler      | Kreidler |            |      |
| 10   | José María Mañer     | Derbi    |            |      |
| 11   | Manuel Varea         | Derbi    |            |      |
| 12   | Jean-Louis Pasquier  | Derbi    |            |      |
| Ret  | Rudolf Kunz          | Kreidler | Ret        |      |
| Ret  | Jan Huberts          | Kreidler | Ret        |      |
| Ret  | Juan Bordons         | Derbi    | Ret        |      |
| Ret  | Joaquín Galí         | Derbi    | Ret        |      |